# Черноморски проливи
Черноморските проливи, наричани често зоната на проливите или просто проливите, са двата морски пролива свързващи последователно Черно с Мраморно море и Мраморно с Егейско и Средиземно море - Босфора и Дарданелите, находящи се на територията на Северозападна Турция.
Проливите разделят Европа (Тракия) от Мала Азия (Анатолия). Протоците предоставят достъп до Средиземно море и Световния океан на голяма част от територията на Русия, Украйна, Грузия и страните от Югоизточна Европа - Румъния и България.

## Контрол
Исторически въпросът за контрола върху проливите е геополитически поради стратегическото им положение в зависимост от техния статут.
Още от времето на Троянската война контролът върху проливите е причина за международно напрежение и повод за загриженост от опонентите в конфликта (виж Златното руно). През проливите преминава персийската войска на Дарий I и Ксеркс I в опит да завоюва Древна Гърция по времето на Гръко-персийските войни.
Констинтин Велики основава Новия Рим на Босфора, като една от основните причини да просъществува Източната Римска империя в продължение на повече от хилядолетие е стратегическия избор на мястото, на което е изграден Константинопол.
След превземането на Константинопол новата велика сила в Ориента Османската империя прави града своя столица давайки му името Истанбул.
Въпросът за проливите е основен в руско-турското геополитическо съперничество през 17-20 век (виж Руско-турски войни), като се превръща заедно с Йерусалим в централен за Източния въпрос.
На Лондонската конференция през 1841 г. е взето решение за затваряне на проливите за преминаване през тях на военни съдове в мирно време, което неимоверно засяга руските интереси.
От гледна точка на съвременното международно публично право зоната на проливите е „открито море“, като през 1936 г. с Конвенцията от Монтрьо в съответствие с тази постановка е решен статута на проливите, при съхранение суверенитета на турската република.